# Concílios da Igreja antiga (pré-ecumênicos)
No Cristianismo, os concílios eclesiásticos são reuniões formais de bispos e representantes de várias Igrejas que se reúnem para regular pontos de doutrina ou disciplina. As reuniões podem ser de uma única comunidade eclesiástica ou podem envolver uma província eclesiástica, uma nação ou outra região civil, ou toda a Igreja. Alguns dos convocados da Igreja como um todo foram reconhecidos como concílios ecumênicos e são considerados particularmente autoritários. O primeiro concílio ecumênico é o de Niceia, convocado pelo imperador Constantino em 325.
Os concílios pré-ecumênicos, aqueles anteriores a 325, eram principalmente locais ou provinciais. Alguns, realizados na segunda metade do século III, envolviam mais de uma província. O concílio sui generis de Jerusalém era uma reunião, descrita na Bíblia em Atos 15 e possivelmente em Gálatas 2, dos apóstolos e anciãos da Igreja local em Jerusalém.
Apesar de não terem a autoridade das decisões dos concílios ecumênicos, os ensinamentos e decretos desses concílios pré-ecumênicos são às vezes considerados vinculativos para os fiéis em vários graus, em particular certos concílios realizados em Cartago e Elvira. Mas mesmo as decisões do Concílio de Jerusalém, conhecidas como Decreto Apostólico, em particular a obrigação de se abster de comer sangue ou o que foi estrangulado, não são aceitas por todas as Igrejas cristãs.

## Concílio apostólico de Jerusalém
Os Atos dos Apóstolos registram, sem usar para isso o termo "concílio" ou "sínodo", o que foi chamado de Concílio de Jerusalém: para responder a uma consulta de Paulo de Tarso, os apóstolos e anciãos da Igreja em Jerusalém se reuniram para abordar a questão da observância da lei bíblica na comunidade cristã primitiva, que incluía convertidos gentios. Esta é a única reunião registrada no Novo Testamento e pode ser referida também na Epístola aos Gálatas. Esta reunião da Igreja em Jerusalém não foi uma reunião de representantes vindos de todas as áreas, como um concílio ecumênico. É chamado de Concílio Apostólico, por causa da participação dos apóstolos. Isso lhe dá um caráter diferente dos concílios normais da Igreja pré-ecumênica e, por essa razão, chamá-lo de concílio pode ser enganoso. Aconteceu por volta do ano 50.

## Concílios pré-ecumênicos normais
Em tempos de maior tolerância, os líderes cristãos se sentiam suficientemente seguros para realizar concílios governando sua sé ou área metropolitana. Nenhum dos concílios desse período reuniu representantes de todas as Igrejas cristãs, ou mesmo daquelas de todo o Império Romano. Os atos de apenas alguns concílios são preservados em escritos sobreviventes; a maioria é conhecida apenas por relatos em obras de historiadores da Igreja e outros escritores. Estes incluem:
- Concílio de Roma de 155;
- Concílio de Roma de 193;
- Concílio de Éfeso de 193;
- Concílio de Cartago de 251;
- Concílio de Icônio de 258;[13]
- Concílio de Antioquia de 264;
- Concílios da Arábia de 246–247;
- Sínodo de Elvira de 306;
- Concílio de Cartago de 311;
- Sínodo de Neocesareia de c. 314;[14]
- Sínodo de Ancira de 314;[15]
- Sínodo de Arles de 314.

Tais concílios começaram a aparecer somente em meados do século II, inicialmente em nível local, mas a partir de 175 em diante envolveram diversas comunidades juntas, com tal atividade particularmente marcada na Itália e na Ásia Menor. No final daquele século, tornou-se prática informar outras comunidades sobre as decisões tomadas em tais assembleias. No século III, as reuniões começaram a ser realizadas em intervalos regulares, um costume que apareceu primeiro na província romana da África. Na segunda metade daquele século, foram realizados concílios em Antioquia que reuniram representantes do Cristianismo em todo o Oriente Médio, do Mar Negro ao Egito. Estes foram um prelúdio para a realização da primeira assembleia de todos os bispos, o Primeiro Concílio de Niceia, o evento que marcou o fim do período dos antigos concílios pré-ecumênicos.

### Assuntos discutidos
Os primeiros concílios eclesiásticos conhecidos foram realizados na Ásia Menor em meados do século II. Eles condenaram o montanismo. Um deles foi realizado em Hierápolis, presidido pelo bispo local, Apolinário Cláudio, e com a presença de 26 outros bispos. Outro concílio de 13 bispos foi realizado em Anchialus sob a presidência do bispo Sotas.
Em 193, uma série de concílios foi realizada na Palestina, Ponto e Osroena no leste, e em Roma e Gália no oeste sobre o Quartodecimanismo. Todos eles condenaram a prática na província romana da Ásia (Anatólia Ocidental), onde a Páscoa era celebrada na lua cheia da Páscoa em vez de no domingo seguinte. Vitor, bispo de Roma, que presidiu o concílio em Roma, comunicou sua decisão a Polícrates de Éfeso e às Igrejas da província romana da Ásia, pedindo a Polícrates que convocasse um concílio dos bispos da província. Consequentemente, Polícrates realizou em Éfeso no mesmo ano o sínodo solicitado, que rejeitou a exigência de Vitor de que eles mudassem sua tradição pascal.
O Sínodo de Elvira (sul da Espanha) estabeleceu regras comuns a serem observadas por todos os bispos da área, regras quase inteiramente relacionadas à conduta de vários elementos da comunidade cristã. As sanções incluem longos atrasos antes do batismo, exclusão da Eucaristia por períodos de meses ou anos, ou indefinidamente, às vezes com exceção do leito de morte, embora isso também seja especificamente excluído em alguns casos. Períodos de penitência, muitas vezes por crimes sexuais, estendem-se a cinco ou 10 anos. Seu cânone 33 ordenou a continência completa a todos os clérigos, casados ou não, e a todos os que ministram no altar.
O Sínodo de Ancira (atual Ancara) estabeleceu regras sobre as penitências a serem realizadas por cristãos que tivessem caído durante as perseguições (cânones 1–8). Permitiu o casamento para diáconos que antes da ordenação declararam sua incapacidade de permanecer solteiros (cânone 9). Proibiu os corepíscopos (clero em partes do país que eram de posição inferior à dos bispos das cidades) de ordenar diáconos ou padres.

### Participantes
Os corepiscopos parecem ter podido participar nos concílios em pé de igualdade com os bispos: são mencionados em relação ao Sínodo de Neocesareia em 314 e até mesmo em dois dos primeiros concílios ecumênicos (325 e 431), mas o ofício foi abolido antes de 451, quando o Concílio de Calcedônia foi realizado.
A partir de meados do século III, é feita menção à participação de outros, primeiro na África, onde Cipriano teve em seus concílios em Cartago não apenas bispos, mas também padres e diáconos e, além disso, leigos em boa posição, como era esperado dele também nas cartas que lhe foram enviadas de Roma; mas como ele às vezes fala apenas dos bispos como participantes, é provável que o direito a um voto decisivo fosse restrito a eles. A participação de clérigos que não sejam bispos é mencionada também em relação aos concílios realizados em Antioquia em 264 ou 265 e em 269, em dois Concílios da Arábia (246-247) e no Concílio de Elvira (306). Às vezes, padres e bispos assinavam os atos, mas um desses documentos (de 448) indica que eles assinaram sem ter tido voz nas decisões do concílio.